# Sapromyza basalis
Sapromyza basalis är en tvåvingeart som beskrevs av Zetterstedt 1847. Sapromyza basalis ingår i släktet Sapromyza och familjen lövflugor. Arten är reproducerande i Sverige. Inga underarter finns listade i Catalogue of Life.